# أنجرة
 أنجرة (بالإنجليزية: ANJRA)‏ هي جماعة قروية تابعة لإقليم الفحص أنجرة ضمن جهة طنجة تطوان بالمغرب. بلغ مجموع عدد سكان  أنجرة حسب إحصاءات 2004 حوالي 15035 نسمة يعيشون في 2681 أسرة.

## إحصاء عام
| السنة | عدد السكان | عدد الأسر | عدد الأجانب |
| ----- | ---------- | --------- | ----------- |
| 1994  | 13415      | 2400      | °°°°        |
| 2004  | 15035      | 2681      | 1           |